# アチェ王国

アチェ・ダルサラーム王国
Nanggroe Acèh Darussalam（アチェ語）
Kerajaan Aceh Darussalam（マレー語）
كاورجاون اچيه دارالسلام（アラビア語）

アチェ王国の勢力圏

アチェ王国（アチェおうこく、Kesultanan Aceh） は、現在のインドネシア共和国スマトラ島のアチェ特別州にあったイスラム王国。16・17世紀にこの地域で大国となったがその後は衰退した。首都はクタラジャ（現在のバンダ・アチェ）。 最盛期には、マレー半島両岸にあったジョホール王国やポルトガル領マラッカやパタニ王国の強敵で、マラッカ海峡での貿易の支配と主要な輸出品たるコショウ・スズの統制を企み、ジョホールとマラッカに対し3度の遠征を試みている（ただし全て失敗している）。相当の軍事力を擁していた一方で、イスラム教学と貿易の一大中心地でもあった。

## 建国と隆盛
15世紀中頃、アチェの支配階級はイスラム教に改宗した。 アチェ王国を建国したアリ・ムハヤット・シャーは、1520年、北スマトラへの領土拡大を図り、デリ（現・デリ・スルダン県周辺）、ピディ、パサイなどを支配下に置いた。アルにも攻撃をしている。彼の息子アラウッディン・アルカハルはさらにスマトラ島南部へ領土を広げた。またマラッカ海峡の対岸へ足場を得ようとして、オスマン帝国スレイマン1世からの武器人員の援助を受け、ジョホール王国・ポルトガル領マラッカへ何度も攻勢をかけたが、これはあまり成功しなかった 。 
王国内部で抗争が起きたため、イスカンダル・ムダが王位に就く1607年まで、強力なスルタンは出現することはなかった。イスカンダル・ムダはスマトラ島の大部分を制圧し、マレー半島のスズ生産地たるパハンも支配下に入れた。その勢いは、1629年のマラッカへの遠征においてアチェの海軍が破れることで終わりを告げた。この遠征においてポルトガルとジョホール王国によりアチェ側の艦艇は全滅し、1万9千人がポルトガルの捕虜となった 。
しかしながら、アチェ陸軍は敗北せず、数年足らずでクダを征服し、多くの住民を捕虜にしてアチェへ連れ帰った。義理の息子にあたるパハンの元皇子イスカンダル・サニが、ムダの跡を継いだ。イスカンダル・サニの治世中は、内政強化と信仰の統一が重点的に行われた。
イスカンダル・サニの治世ののち、王国は4代にわたって女王により統治された。しかし征服された国々の住民を人質に取るという前王時代の政策の結果、被征服民が強く独立を求めるようになった。そしてアチェの国力は弱まり、一方で地方の有力者が権力を握っていった。結局、王国は象徴的な存在となってしまった。1680年代にかけては、ペルシア人旅行者が北スマトラについて「すべての地方が別々の王もしくは統治者を保護しており、そして地方の支配者すべては自立していてどのような権威に対しても敬意を払わない。」と述べている。

## 文化と経済

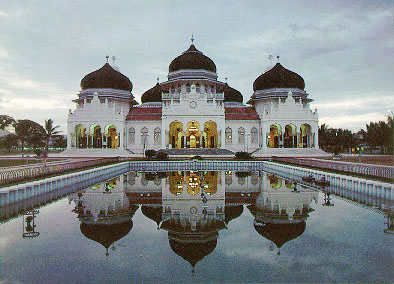
バンダ・アチェの大モスク、「マスジット・ラヤ・バイトゥルラーマン」

ローマカトリックの ポルトガル人によって東南アジアで最初のムスリム国家たるパサイが征服された後、アチェ人は自分たちのことを、パサイの後継者であるとみなし、マラッカでのイスラム教の布教活動をパサイに代わって継続した。アチェは「メッカのベランダ」と呼ばれ、クルアーンや他のイスラムの書物がマレー語へと翻訳されるイスラム教学の中心地の一つとなった。アチェにおける著名な学者としては、神秘主義思想家のハムザ・ファンスーリーや、パサイ出身のシャムスッディン・パサイ、シンキル（現・アチェ・シンキル県周辺）出身のアブドゥル・ラウーフ、インド人のヌルディン・アル＝ラニリが挙げられる。
アチェは、胡椒、ナツメグ、クローブ、ビンロウジ、そして1617年に征服したパハンからのスズ、これらの輸出によって富を増やした。そして低金利と金の使用により経済も強化されていった。しかしながら、経済的に見ると、その繁栄は常に壊れやすいものであった。国の軍事行動と商業的投機を十分支えられるほど、食糧を提供するのは難しかったためである。けれども、17世紀にアチェの政治的結合が失われるにつれて、貿易におけるアチェの役割は、1641年のマラッカ占領成功によってこの地域における軍事力・経済力が優位にたっていたオランダ東インド会社に劣るようになっていった。

## オランダによる征服
アチェの胡椒生産量が世界全体の半数以上にあった1820年代、トゥンク・イブラヒムという新指導者が、「胡椒の王侯」たちを互いに争わせることで、王国の権威をいくらか回復させ、スルタンの名目上の家臣だった「胡椒の王侯」たちを支配することに成功した。トゥンク・イブラヒムは彼の兄弟にあたるムハンマド・シャーが王のときに政権を握り、次の王スレイマン・シャー（在位：1838年 - 1857年）の治世でも政権を維持していた。その政権はアリー・アラーディン・マンスール・シャー（在位：1857年 - 1870年）の下で、彼がスルタンになろうとするまで続いた。 トゥンク・イブラヒムは、オランダが北方へと占領地を広げていたときにアチェの支配域を南へ拡大させた。しかし、従来オランダがアチェを手にしないようにアチェの独立を守っていたイギリスが、政策を転換して英蘭協約を結び、マラッカの利権と北アチェでの平等な交易権と引き換えに、スマトラ島におけるオランダの支配権を認めた。
この条約によって1873年にオランダはアチェ戦争（1873年 - 1913年）を戦うことになった。オランダが戦争の準備を進めるのにつれて、スルタン・マフムド・シャー（在位：1870年 - 1874年）も国際社会に援助を求めた。しかし支援する国はなかった。1874年、スルタンは王都アチェ・プサールを捨て山間部に撤退し、一方オランダはアチェの併合を宣言した。そして両陣営で多くの死者を出していたコレラのためにスルタンが病死したが、アチェ人たちはトゥンク・イブラヒムの孫ムハンマド・ダウド・シャーを新スルタンに擁立した。アチェの港市支配者たちは、港の封鎖をさけるため名目上オランダに従ったが、彼らは私費を投じて抵抗運動を支えていた。だが、結局のところ、多くのアチェ人がオランダ側に歩み寄り、オランダは彼らの協力により、かなり安定したアチェ支配を確立でき、1903年にはスルタンを降伏させることができた。1907年にスルタンが死去した後、後継者は指名されなかったが、アチェの抵抗戦争はしばらく続いた。実際には、自由アチェ運動を結成したハッサン・ディ・ティロが最後の世襲国王といえる。

## 歴代国王
- 1496年 - 1528年　アリ・ムハヤット・シャー（Ali Mughayat Syah）
- 1528年 - 1537年　サラディン（Salahuddin）
- 1537年 - 1568年　アラウッディン・アルカハル（Alauddin al-Kahar）
- 1568年 - 1575年　フサイン・アリ・リアーヤット・シャー（Husain Ali Riayat Syah）
- 1575年　ムダ（Muda）
- 1575年 - 1576年　サリ・アラム（Sri Alam）
- 1576年 - 1577年　ザイナル・アラウッディン（Zainal Abidin）
- 1577年 - 1589年　アラウッディン・マンスール・シャー（Alauddin Mansur Syah）
- 1589年 - 1596年　バイユン（Buyong）
- 1596年 - 1604年　アラウッディン・リアーヤット・シャー・アルムカミル（Alauddin Riayat Syah Sayyid al-Mukammil）
- 1604年 - 1607年　アリ・リアーヤット・シャー（Ali Riayat Syah）
- 1607年 - 1636年　イスカンダル・ムダ（Iskandar Muda）
- 1636年 - 1641年　イスカンダル・サニ（Iskandar Thani）
- 1641年 - 1675年　タジ・ウル＝アラム（英語版）女王（Ratu Safiatuddin Tajul Alam）
- 1675年 - 1678年　ヌール・アラム女王（Ratu Naqiatuddin Nurul Alam）
- 1678年 - 1688年　イナヤット・シャー女王（Ratu Zaqiatuddin Inayat Syah）
- 1688年 - 1699年　カマラット・シャー女王（Ratu Kamalat Syah Zinatuddin）
- 1699年 - 1702年　Badrul Alam Syarif Hashim Jamaluddin
- 1702年 - 1703年　Perkasa Alam Syarif Lamtui
- 1703年 - 1726年　Jamal ul Alam Badrul Munir
- 1726年　Jauhar ul Alam Aminuddin
- 1726年 - 1727年　シャムスル・アラム（Syamsul Alam）
- 1727年 - 1735年　アラウッディン・アーマド・シャー（Alauddin Ahmad Syah）
- 1735年 - 1760年　アラウッディン・ジョハン・シャー（Alauddin Johan Syah）
- 1750年 - 1781年　マフムード・シャー（Mahmud Syah）
- 1764年 - 1785年　Badruddin
- 1775年 - 1781年　スレイマン・シャー（Sulaiman Syah）
- 1781年 - 1795年　アラーディン・ムハンマド・ダウド・シャー（Alauddin Muhammad Daud Syah）
- 1795年 - 1815年　Alauddin Jauhar ul Alam
- 1815年 - 1818年　Syarif Saif ul Alam
- 1818年 - 1824年　Alauddin Jauhar ul Alam (復位)
- 1824年 - 1838年　ムハンマド・シャー（Muhammad Syah）
- 1838年 - 1857年　スレイマン・シャー（Sulaiman Syah）
- 1857年 - 1870年　マンスール・シャー（Mansur Syah）
- 1870年 - 1874年　マフムド・シャー（Mahmud Syah）
- 1874年 - 1903年　ムハンマド・ダウド・シャー（Muhammad Daud Syah）